# Eugenia Roccella
Eugenia Maria Roccella (n. 15 noiembrie 1953, Bologna, Italia) este o politiciană italiană.